# فرد فوربس
فرد فوربس (بالإنجليزية: Fred Forbes)‏ (5 أغسطس 1894 في المملكة المتحدة - ) هو لاعب كرة قدم بريطاني (وحمل سابقاً جنسية المملكة المتحدة لبريطانيا العظمى وأيرلندا) في مركز الهجوم. لعب مع نادي إيفرتون ونادي بريستول روفيرز ونادي بليموث أرجايل ونادي نورثامبتون تاون وهارت أوف ميدلوثيان ونادي أردريونيانز وLeith Athletic F.C. ‏.